# Func A ScamperS 009
Func A ScamperS 009（ファンカスキャンパーズ００９）（ふぁんかすきゃんぱーずぜろぜろないん）は、日本の劇団。旧衝突安全ボディーから改名。

## 概要
2007年1月1日より旧衝突安全ボディーから改名、メンバーなど新たに始動する。
同年6月に公演＃01「オフ・ザ・レコード」を上演、他劇団などから客演を迎え、年2回のペースで公演活動を行なっている。
日常の中にある小さな悩みを、パズル形式に仕上げていく脚本にこだわった作品創りを目指しており、滑稽なダンス、洗練された映像に力を入れ20代後半の自分たちでこそ表現できるスタッフ技術を目指す。 
演劇だけなく、メンバーそれぞれが声優、ダンス、音楽、デザインなどの分野で活躍している。

## 主なメンバー
現在のメンバー
- 三浦香（主宰・脚本・演出など）
- 親泊義朗（代表）
- 加古臨王
- 大橋美紀
- 露木一博
- 樋口稔洋
- 下村梨乃

かつて所属していたメンバー
- 井上優
- 高橋悠
- 大久保ちか
- 鈴木大樹
- 矢藤悠歩
- 米川智絵
- 眞賀里知乃

## 公演一覧

### 本公演
- #01 『オフ・ザ・レコード』(2007.06.01 - 03 中野ウエストエンドスタジオ)
- #02 『The Birth of バース』(2007.11.23 - 27 中野ウエストエンドスタジオ)
- #03 『彼女が服を着た理由』(2008.06.04 - 08 笹塚ファクトリー)
- #04 『君の先』(2009.01.28 - 02.01 中野 ザ・ポケット)
- #05 『突然3号』(2009.07.12 - 19 笹塚ファクトリー)
- #06 『スーパーヒーローイズム』(2010.05.22 - 30 吉祥寺シアター)
- #07 『僕の後悔はジュリアナ』(2010.3.31 - 4.03 三軒茶屋シアタートラム)
- #08 『be-BLUE』(2012.6.6 - 12 SPACE107)
- #09 『CLOUD NINE』(2013.5.1 - 5 新宿シアターサンモール)
- #10 『彼女が服を着た理由』(2013.11.15 - 24 SPACE107)

### その他
- 15minutes made vol.3 『ネガメ』(2008.01.24 - 27 ザムザ阿佐谷)
- 『Func@nation～副業はノリコです'09』(2009.05.17 - 18 TRANCE MISSION SANGUBASI)
- 『Func@nation vol.2～借りたいときにミリンはいない'09』(2009.11.07 - 08 GEKIBA)